# Carles Palacio i Berta
Carles Palacio i Berta (Girona, 1988) és un fotoperiodista català establert a Barcelona. Graduat en disseny gràfic i fotografia, ha publicat el seus treballs en mitjans com The Guardian, The New Yorker, Financial Times, Internazionale, Diari Ara, El Nacional, Nació Digital, Internazionale i La Directa, entre d'altres.
El 2015 va guanyar el concurs de Joves Fotògraf(e)s de les Comarques Gironines amb una sèrie de fotografies on mostrava el dia a dia de la comunitat gitana que viu al barri Font de la Pólvora de Girona. Se'n va fer exposició itinerant que es va poder veure a Girona, Barcelona, Santa Coloma de Farners i Perpinyà, entre d'altres.
Des de llavors, ha fet diverses estades als balcans i a la Residència Faber i és membre del col·lectiu Somatents.
El dia 16 de gener de 2019 fou detingut per la Policia Nacional Espanyola sense ordre judicial, i posat en llibertat dues hores després, acusat de desordres públics durant la jornada del primer d'octubre de 2018 a Girona. Palacio va argumentar que es trobava fent la seva feina, degudament acreditat.

## Exposicions destacades
- 2015 - Polvorins. Diputació de Girona.[8]
- 2016- La frontera invisible. (Sobre la Međuentitetska linija) Espai Jove de Girona.[9]
- 2016 - Persones. Sala Bòlit.[10]